# 杜尚·曼迪奇
杜尚·曼迪奇（塞爾維亞語西里爾字母：Душан Мандић，1994年6月16日—）是塞爾維亞男子水球運動員。他選擇加入塞爾維亞之前，他為蒙特內哥羅青年水球隊的成員。隨著塞爾維亞青年國家隊，他贏得2011年世界青年水球錦標賽金牌。2016年夏季奧林匹克運動會他代表塞爾維亞參加男子賽事。他有200（79英寸）高。